# Calathea caquetensis
Calathea caquetensis är en strimbladsväxtart som beskrevs av S.Suárez och Gloria A. Galeano. Calathea caquetensis ingår i släktet Calathea och familjen strimbladsväxter. Inga underarter finns listade.